# فريدي رينكون
فريدي رينكون (14 أغسطس 1966 - 13 أبريل 2022)، هو لاعب كرة قدم كولومبي. عب مع منتخب كولومبيا لكرة القدم. سبق له أن لعب شارك في كأس العالم لكرة القدم مع منتخب بلاده.

## روابط خارجية
- فريدي رينكيون على موقع الاتحاد الدولي (مؤرشف)  (الإنجليزية)
- فريدي رينكيون على موقع قاعدة بيانات كرة القدم.إي يو (الإنجليزية)
- فريدي رينكيون على موقع ليكيب (الفرنسية)
- فريدي رينكيون على موقع ناشيونال فوتبول تيمز (الإنجليزية)
- فريدي رينكيون على موقع Soccerbase.com (لاعب) (الإنجليزية)
- فريدي رينكيون على موقع Soccerway.com (الإنجليزية)
- فريدي رينكيون على موقع عالم كرة القدم.نت (الإنجليزية)